# Jambinai
Jambinai (koreanska: 잠비나이) är ett sydkoreanskt rockband från Seoul. 
Bandet bildades 2009 och uppträdde för första gången 2010. Deras debutalbum Différance (차연) vann priset för bästa crossover-album vid Korean Music Awards 2013.Deras andra album Hermitage (은서) släpptes 2016 på Bella Union.
Under avslutningsceremonin för olympiska vinterspelen 2018 uppträdde Jambinai med en orkester bestående av geomungo-spelare. De släppte sitt tredje album Onda (온다) 2019. Deras låt From the Place Been Erased (지워진 곳에서), där Sunwoo Jung-ah medverkar, vann priset för bästa rocklåt vid Korean Music Awards 2023.

## Diskografi

### Studioalbum
- 2012 - Différance (차연)
- 2016 - Hermitage (은서)
- 2019 - Onda|Onda (온다)

### EP-skivor
- 2010 - Jambinai
- 2022 - Apparition (발현)